# Lubafolket
Lubafolket eller Baluba er en etno-lingvistisk Bantu-gruppe, der er bor i den syd-centrale region af Den Demokratiske Republik Congo. Hovedparten af dem bor i Katanga, Kasaï, Kasaï-Oriental, Kasaï-Central, Lomami og Maniema. Baluba består af mange undergrupper eller klaner.
Baluba udviklede omkring 400-tallet e.Kr et samfund og en kultur og senere et velorganiseret samfund i Upemba-depressionen kendt som Baluba i Katanga-konføderationen. Luba society consisted of miners, smiths, woodworkers, potters, crafters, and people of various other professions. Lubasamfundet bestod af minearbejdere, smede, træarbejdere, keramikere, håndværkere og folk fra forskellige andre erhverv. De havde relativ succes over tid, men en gradvis tilbagegang efter de portugisiske og omanske imperiers invasioner og indflydelse.

## Historie
Arkæologiske fund tyder på, at Baluba havde bosættelser omkring søerne og moserne i Upemba-depressionen i det 5. århundrede e.Kr. Beviserne, der tyder på et avanceret jernaldersamfund, kom fra flere stedergennem mange århundreder. Der er bl.a. fundet keramik og redskaber fra Kisalian perioden (8. til 11. århundrede). Fundene dateret til før 8. århundrede ved moderne dateringsmetoder er jerngenstande eller keramik, herefter dukker kobbergenstande op.
De arkæologiske undersøgelser tyder på, at Luba-folket boede i landsbyer, i huse lavet af siv og vand, omkring bredden af adskillige vandløb og søer fundet i Upemba-depressionen i Centralafrika. Denne depression er historisk blevet oversvømmet fra vandafstrømningen fra det sydlige Shaba-højland i dele af året, dens vandområder fyldt med papyrusøer og flydende vegetation, som tørrer ud efter regntiden. Som et samfund byggede Luba-folket dæmninger og diger på 2-3 meters højde af mudder, papyrus og anden vegetation for at forbedre de sumpede jordbundsforhold for landbrug og fiskebestande i den lange tørre sæson.
De tidlige Luba-folk brugte bearbejdningsteknikker af metaller, som omfattede at trække tynde tråde ud, lave snoninger, laminere dem og flette dem til ting som halskæder, armbånd og kroge til fiskeri, nåle til syning mm.
Disse produkter tiltrak interesse og skabte efterspørgsel fra fjerne etniske grupper, hvilket skabte handelsmuligheder og handlende blandt Luba-befolkningen.Luba-befolkningens landsbyer havde et tributsystem, hvor en del af jagten, fisk eller produkter blev givet til slægtshovedet eller folket, der vogtede grænserne. Disse var naturlige grænser, der blev skabt af vandet i Lake Upemba, hvor passage på tværs af nødvendiggjorde kanaler og broer. Bevægelsen ind og ud af Luba-folkets lande blev således kontrolleret og beskattet.

## Luba-imperiet
Omkring 1500, muligvis tidligere, begyndte Luba-folket at smelte sammen til en samlet stat, som historikere nu kalder Kongeriget Luba eller Luba-imperiet. Kongeriget voksede og blev med tiden mere sofistikeret og nåede sit højdepunkt mellem 1700- og 1800-tallet. "...integration i de forreste udkanter af de ekspanderende grænser for international handel rev imperiet fra hinanden" i takt med fremgangen i 1800-tallets slave- og elfenbenshandel fra Belgien og de arabisk-swahiliske høvdinge som Tippu Tip og Msiri, fastslår Thomas Reefe.
Udviklingen og udviklingen af Luba-imperiet, og Luba-folkets liv deri, har været uklar. Dette skyldes til dels, at Luba-folket var en helt mundtlig formidlet kultur, hvor viden og optegnelser blev holdt verbalt uden brug af et manuskript. Luba-sprogets retskrivning, kaldet kiLuba, blev opfundet i det 19. århundrede; således er tidlige oplysninger om Luba-imperiet blevet afledt fra udenlandske dokumenter. De senere skrevne tekster tyder på, at Luba-folket havde udviklet sofistikerede litterære traditioner omkring deres begreber om godt og ondt, og integreret disse begreber og deres religiøse ideer i deres legender om moral og mennesker med magt.

## Postkoloniale æra
I 1960 stod belgierne over for et stigende krav om at afvikle kolonistyret, og give uafhængighed til Den Demokratiske Republik Congo. Samme år forsøgte Katanga-provinsen, som var hjemsted for et betydeligt antal Lubafolk, at løsrive sig under Moise Tshombe og oprettede staten Katanga. Lubaerne var delt, og en fraktion under Ndaye Emanuel støttede løsrivelsen, mens en anden under Kisula Ngoye støttede centralregeringen.
FN's fredsbevarende styrker i Congo som var en del af ONUC-styrken kom i konflikt med Lubaerne. Den 8. november 1960 blev en patrulje fra den irske hær overfaldet uden for Niemba. Det medførte kampe hvor de irske soldater dræbte 25 Baluba med deres skydevåben, og 9 af de 11 irere blev dræbt.
Da Tshombes oprørsregering brød sammen i 1965, var Kisula Ngoye kontakten mellem Luba-folket og centralregeringen.

## Kunst
Luba-kulturens kunst var veludviklet. Man lavede keramik, våben og redskaber fremstillet af jern (såsom økser, buer og spyd), træstave og udskæringer og dele beklædt med kobberplader blev rutinemæssigt fremstillet. En bemærkelsesværdig kunstform for Luba-folket var Mwadi, hvor de mandlige forfædre var repræsenteret i deres kvindelige inkarnationer af forfædrenes konger.
Ifølge forskere som Daniel Kabozi var nogle af Luba-folkets indviklede kunstværker mnemoniske anordninger, eller en form for symbolsk kodet skrift, til hjælp for at bevare information og genkalde Lubaens historie og viden.

## Yderligere læsning
- Jewsiewicki, Bogumil (1989). "The Formation of the Political Culture of Ethnicity in the Belgian Congo, 1920–1959".
- I Vail (red.). The Creation of Tribalism in Southern Africa. Berkeley: University of California Press.
- Davidson, Basil: Africa in History: Themes and Outlines, Revised & Expanded Edition. Simon & Schuster, NY (1991).
- Fage, J.D. and Oliver, Roland, general editors: The Cambridge History of Africa. Vol V and VI., Cambridge University Press, Cambridge, UK (1976).
- Kabongo, Kanundowi and Bilolo, Mubabinge, Conception Bantu de l'Autorité. Suivie de Baluba: Bumfumu ne Bulongolodi, African University Studies, Munich - Kinshasa (1994).